# Teoria della lingua del Sole
La teoria della lingua del Sole (in turco Güneş Dil Teorisi) era un'ipotesi pseudoscientifica linguistica nazionalista turca sviluppata in Turchia negli anni '30 che proponeva che tutte le lingue umane discendessero da una lingua primordiale proto-turca. La teoria proponeva che, in ragione delle strette somiglianze fonetiche tra questa lingua primordiale e il turco, tutte le altre lingue potevano essere ricondotte essenzialmente alle radici turche. Secondo la teoria, i fedeli dell'Asia centrale, che volevano salutare l'onnipotenza del sole e le sue qualità vivificanti, lo avevano fatto trasformando il loro blaterare senza senso in un insieme coerente di espressioni rituali, facendo nascere la lingua, da cui il nome.

## Origini
Le influenze sulla teoria includevano:
- le idee dello storico francese Hilaire de Barenton, espresse in "L'Origine des Langues, des Religions et des Peuples", che tutte le lingue provenivano dai geroglifici e dalle scritture cuneiformi usati dai Sumeri[2]

- un articolo del linguista austriaco Hermann F. Kvergić di Vienna dal titolo "La psychologie de quelques éléments des langues Turques" ("La psicologia di alcuni elementi delle lingue turche").[3] Condusse anche alcune ricerche sulla teoria con il supporto dell'ambasciata turca a Vienna.[4]

Il fondatore e primo presidente della Repubblica di Turchia, Mustafa Kemal Atatürk, non solo diede alla teoria il sostegno ufficiale e il supporto materiale ma fu anche lui stesso un contributore molto importante al suo sviluppo. La teoria ricevette il sostegno formale del governo turco durante il terzo congresso sulla lingua turca nel 1936. Durante lo stesso congresso la stragrande maggioranza degli studiosi internazionali non turchi tra cui Friedrich Giese si oppose alla teoria. Uno dei pochi linguisti non turchi che sostenne la teoria fu Hermann F. Kvergiç.

## Principi
Come descritto in un articolo del New York Times del 1936 sul curriculum della Scuola di Lingua, Storia e Geografia recentemente aperta dell'Università di Ankara, la teoria
afferma che i Sumeri, essendo turchi, originari dell'Asia centrale, conseguentemente anche tutte le lingue ebbero origine lì e furono usate per la prima volta dai turchi. La prima lingua, infatti, nacque in questo modo: l'uomo preistorico, ovvero i turchi allo stadio più primitivo, furono talmente colpiti dagli effetti del sole sulla vita che ne fecero una divinità da cui scaturiva tutto il bene e il male. Da lì giunsero a lui la luce, l'oscurità, il calore e il fuoco, a cui erano associate tutte le idee del tempo: altezza, distanza, movimento, dimensione e dare espressione ai suoi sentimenti. Il sole era quindi la prima cosa a cui veniva dato un nome. Era "ag" (pronunciato agh), e da questa sillaba derivano tutte le parole in uso oggi. Questa, in breve, è la teoria sulla "lingua del sole", e con la nuova concezione della storia turca verrà insegnata nella nuova scuola di Angora.
In breve, sulla base di una visione eliocentrica dell'origine della civiltà e delle lingue umane, la teoria affermava che la lingua turca era la lingua da cui derivavano tutte le lingue civilizzate.
Alcune delle parole fornite con false etimologie turche attraverso la pratica del goropismo erano Dio, attribuito al turco kut (benedizione); Bollettino di belleten; elettrica dall'uiguro yaltrık (brillantezza). Ma anche parole straniere come il francese wattman, in francese derivante da watt e uomo, furono dichiarate di origine turca da uno studioso turco. Altri esempi importanti sono le figure mitologiche greche come Afrodite da avrat o Artemide da tertemiz. Secondo il linguista Ghil'ad Zuckermann, "è possibile che la teoria della lingua del Sole sia stata adottata da Atatürk per giustificare le parole arabe e persiane che le autorità di lingua turca non riuscivano a sradicare. Questa mossa compensava l'incapacità di fornire un neologismo per ogni parola estera/in prestito."